# Rubus kajikumaichigo
Rubus kajikumaichigo är en rosväxtart som beskrevs av Naohiro Naruhashi. Rubus kajikumaichigo ingår i släktet rubusar, och familjen rosväxter. Inga underarter finns listade i Catalogue of Life.